# Iota

Litera grecească Iota, majusculă și minusculă

Iota (majusculă Ι, literă mică ι, în greacă Ιώτα, „iota”) este a noua literă a alfabetului grec.
În sistemul de numerație alfabetică greacă avea valoarea 10.
Iota provine din litera feniciană  (yōdh). Din litera Iota au derivat ulterior literele I și J din alfabetul latin, precum și literele I și Ї din alfabetul chirilic.